# Aslak Bolt
Aslak Harniktsson Bolt, troligen född på 1370-talet, död 1450, var en norsk ärkebiskop. 
Bolt blev 1407 biskop i Oslo och 1408 i Bergen. 1428 valdes han till ärkebiskop i Nidaros, men fick inte förrän 1430 påvens tillåtelse att övertaga detta ämbete. Han var den förste norske ärkebiskop, som oavbrutet förde titeln "den påvliga stolens legat". 
Bolt var mycket nitisk och arbetade på att införa ordning i åtskilliga förhållanden. Så lät han (1432–1440) upplägga en jordabok över ärkebiskopsstolens jordagods (Aslak Bolts jordebog, utgiven 1852) och försökte att åter införa norska provinsialkonsilier. Sådana hölls i Bergen 1435  och i Oslo 1436.   
1436 deltog han i mötet i Kalmar, där ett förslag till ny unionsakt utarbetades. Under tronledigheten efter konung Kristofers död var han ledare för den grupp av stormän och kyrkfolk, som ville ha en förening med Sverige under Karl Knutsson. 
Denne kom till Nidarosdomen och kröntes av ärkebiskopen i november 1449. Några månader senare dog Aslak.

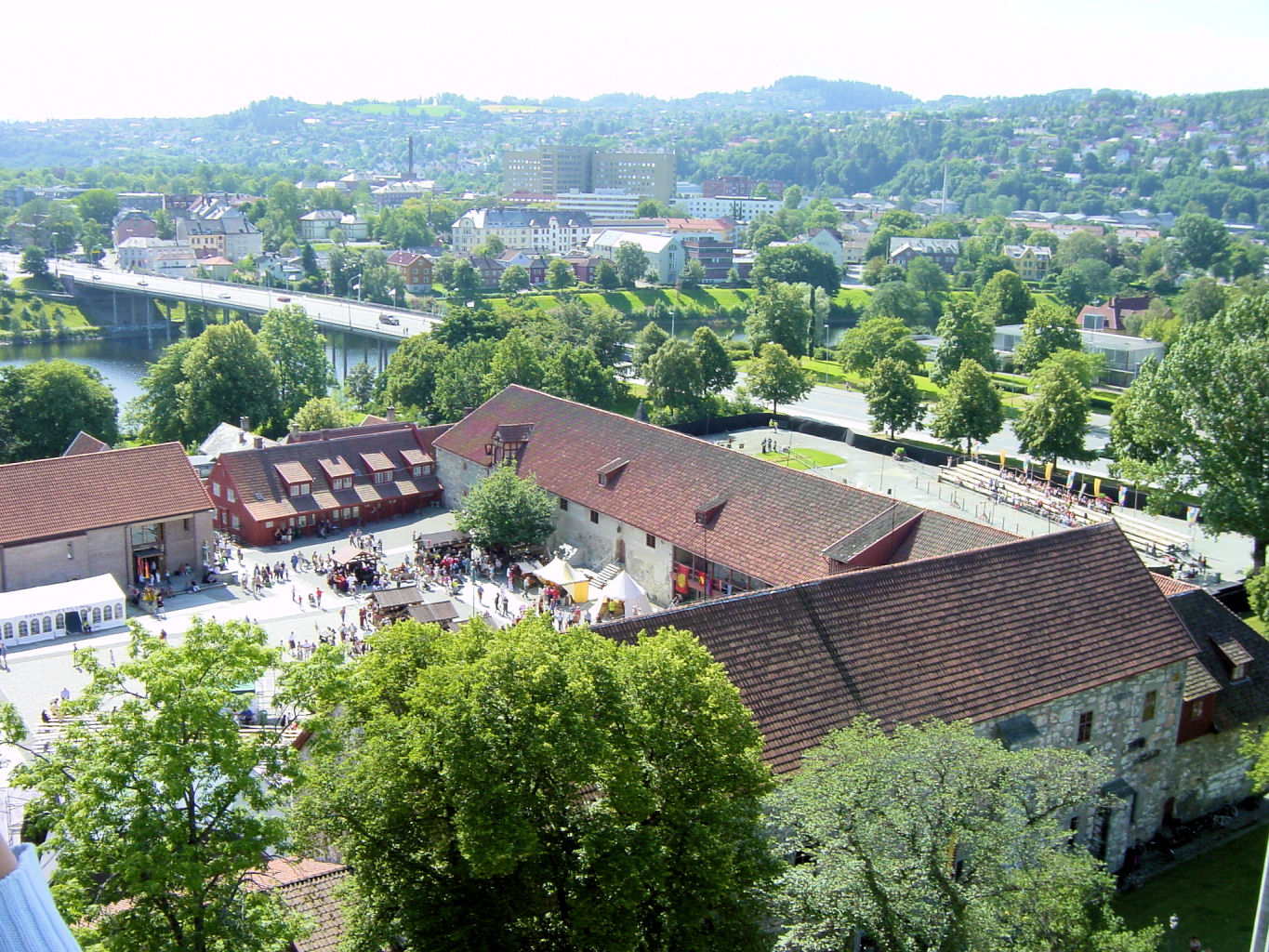
Aslak Bolt bodde Erkebispegården i Trondheim (Nidaros).
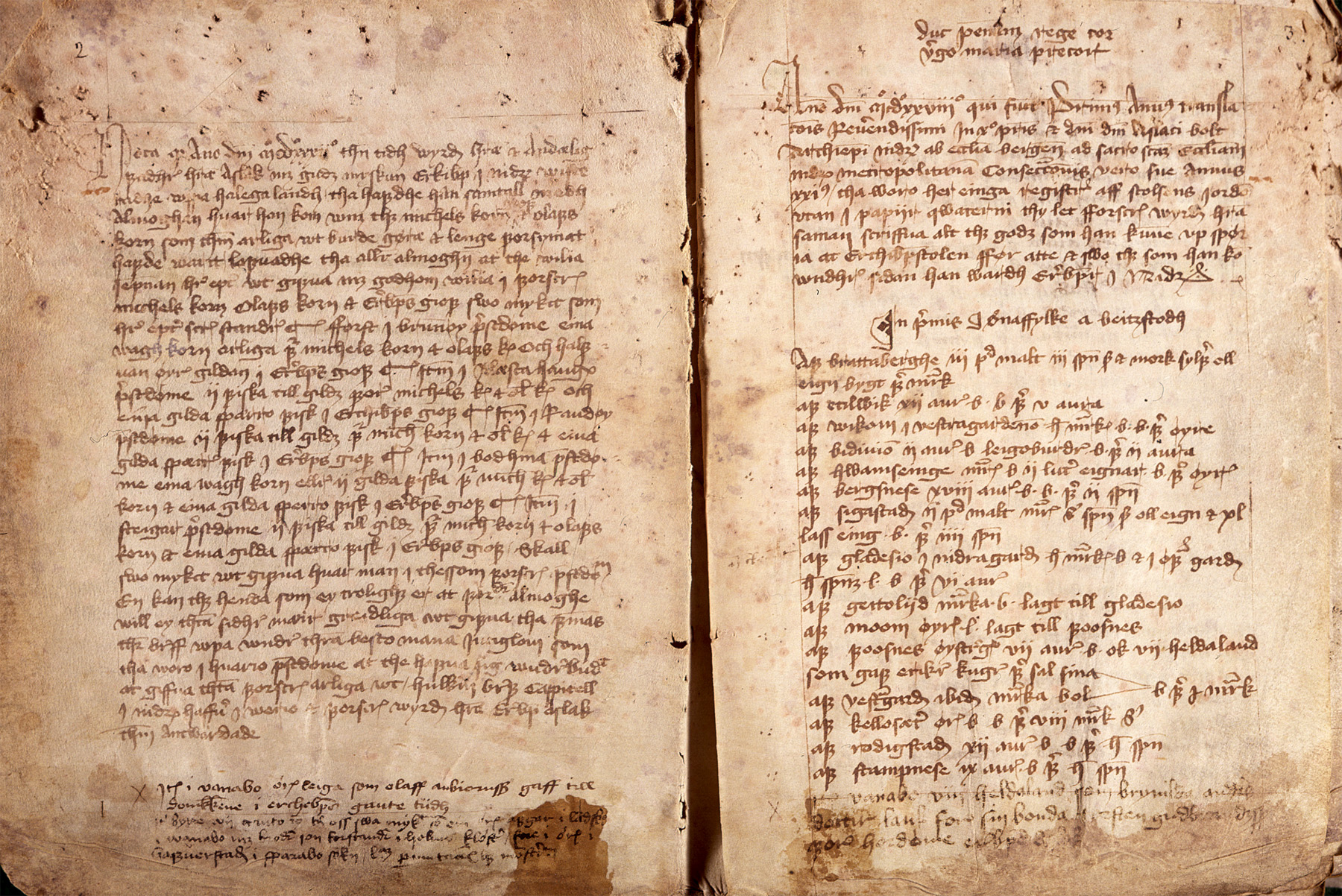
Aslak Bolts jordabok från 1432-1433.
- Titelbladet på Aslak Bolts Jordebog utgiven av P. A. Munch 1852.